# Türkiye Kupası 2023-2024
La Coppa di Turchia 2023-2024, nota come Ziraat Türkiye Kupası 2023-2024 per ragioni sponsorizzazione, è la 62ª edizione della coppa nazionale turca, iniziata il 17 settembre 2023 e terminata il 23 maggio 2024 con la vittoria del Beşiktaş, alla sua undicesima affermazione nel torneo. Il Fenerbahçe era la squadra campione in carica.

## Calendario
| Turno             | Sorteggio         | Date                             | Squadre rimanenti | Squadre partecipanti | Vincenti del turno precedente | Entranti in questo turno |
| ----------------- | ----------------- | -------------------------------- | ----------------- | -------------------- | ----------------------------- | --- |
| Turno preliminare | 12 settembre 2023 | 17 settembre 2023                | 164               | 28                   | 0                             | - 28 squadre provenienti dai campionati amatoriali |
| Primo turno       | 19 settembre 2023 | 26-28 settembre e 4 ottobre 2023 | 150               | 62                   | 14                            | - 48 squadre provenienti dalla TFF 3. Lig |
| Secondo turno     | 29 settembre 2023 | 11-13 ottobre 2023               | 119               | 50                   | 31                            | - 19 squadre provenienti dalla TFF 2. Lig |
| Terzo turno       | 17 ottobre 2023   | 31 ottobre e 2 novembre 2023     | 94                | 68                   | 25                            | - 12 squadre provenienti dalla TFF 3.Lig - 10 squadre provenienti dalla TFF 2.Lig - 11 squadre provenienti dalla TFF 1. Lig - 10 squadre provenienti dalla Süper Lig |
| Quarto turno      | 7 novembre 2023   | 5-7 dicembre 2023                | 60                | 56                   | 34                            | - 9 squadre provenienti dalla TFF 2.Lig - 7 squadre provenienti dalla TFF 1.Lig - 6 squadre provenienti dalla Süper Lig                                              |
| Quinto turno      | 8 dicembre 2023   | 16-18 gennaio 2024               | 32                | 32                   | 28                            | - 4 squadre provenienti dalla Süper Lig |
| Ottavi di finale  |                   | 6-8 febbraio 2024                | 16                | 16                   | 16                            | |
| Quarti di finale  |                   | 27-29 febbraio 2024              | 8                 | 8                    | 8                             | |
| Semifinali        |                   | TBD                              | 4                 | 4                    | 4                             | |
| Finale            |                   | TBD                              | 2                 | 2                    | 2                             | |

## Turno preliminare
A questo turno hanno gareggiato 28 squadre della Regional Amateur League. Nessun seme è stato applicato nel round a gamba singola. Il sorteggio è stato effettuato il 12 settembre 2023. Il calendario delle partite è stato annunciato il 12 settembre 2023. 7 squadre teste di serie e 7 squadre non teste di serie si sono qualificate per il turno successivo. 
| Squadra 1                     | Risultato       | Squadra 2              |
| ----------------------------- | --------------- | ---------------------- |
| 17 settembre 2023             |                 |                        |
| Bingölspor                    | 3 – 0           | Hakkari Zapspor        |
| Dersim Spor                   | 2 – 4 (dts)     | Karsspor               |
| Doğubayazıtspor               | 2 – 0           | Ardahan Spor           |
| Kilis Belediyespor            | 0 – 1           | Burdurspor             |
| Şırnak İdmanyurdu Spor        | 2 – 0           | Mazıdağı Fosfat SK     |
| Çarşambaspor                  | 2 – 0           | Boyabat 1868 Spor      |
| Karadeniz Eregli Belediyespor | 0 – 0 (3-5 dtr) | Bartınspor             |
| Kumluca Belediyespor          | 1 – 0 (dts)     | Niğde                  |
| Sincan Belediyespor           | 2 – 1 (dts)     | Yozgat Bld. Bozokspor  |
| Bilecikspor                   | 2 – 0           | Çankırıspor            |
| Çorluspor                     | 3 – 2 (dts)     | Altınova Belediyespor  |
| Gölcükspor                    | 2 – 0           | Gebzespor              |
| Sökespor                      | 0 – 0 (2-4 dtr) | Bigaspor               |
| Yunus Emre Belediyespor       | 1 – 2           | Burhaniye Belediyespor |

## Primo turno
A questo turno hanno gareggiato 48 squadre della Terza Lega e 14 della Lega Dilettanti Regionale. Nessun seme è stato applicato nel round a gamba singola. Il sorteggio è stato effettuato il 19 settembre 2023. Gli orari delle partite sono stati annunciati il 19 settembre 2023. 11 squadre teste di serie e 20 non teste di serie si sono qualificate per il turno successivo. Si sono qualificate al turno successivo 23 squadre della Terza Lega e 8 della Lega Regionale Dilettanti.
| Squadra 1                  | Risultato       | Squadra 2                 |
| -------------------------- | --------------- | ------------------------- |
| 26 settembre 2023          |                 |                           |
| Edirnespor Gençlik         | 1 – 2           | Çorluspor                 |
| Muşspor                    | 4 – 0           | Ağrıspor                  |
| Çatalcaspor                | 0 – 1           | Büyükçekmece Tepecikspor  |
| Balıkesirspor              | 0 – 1           | Burhaniye Belediyespor    |
| Viven Bornova              | 4 – 0           | Akhisar Belediyespor      |
| 27 settembre 2023          |                 |                           |
| Bayburtspor                | 2 – 2 (3-4 dtr) | Eynesil Beldiyespor       |
| Çarşambaspor               | 1 – 7           | Tokat Belediye Plevnespor |
| Erbaaspor                  | 3 – 0           | Fatsa Belediyespor        |
| Mardinspor                 | 4 – 1 (dts)     | Batman Petrolspor         |
| Pazarspor                  | 2 – 0           | Gümüşhanespor             |
| Sebat Gençlikspor          | 4 – 0           | 1954 Kelkit Belediyespor  |
| Siirt İl Özel İdaresi Spor | 1 – 2           | Şırnak İdmanyurdu         |
| Sivas Belediye Spor        | 2 – 0           | Amasyaspor                |
| Bingölspor                 | 1 – 2           | Elaziz Bld                |
| Anadolu Üniversitesi       | 1 – 2           | Sincan Belediyespor       |
| Burdurspor                 | 2 – 1           | Tarsus İdman Yurdu        |
| Hacettepe 1945             | 3 – 0           | Kirikkalegucu             |
| Kumluca Belediyespor       | 0 – 2           | Silifke Belediyespor      |
| 1922 Konyaspor             | 1 – 1 (3-4 dtr) | Talasgücü Belediyespor    |
| Bigaspor                   | 0 – 0 (4-1 dtr) | Bilecikspor               |
| Bulvarspor                 | 3 – 4 (dts)     | Karabuk Idmanyurduspor    |
| Bursa Yildirimspor         | 2 – 0           | Inegol Kafkas Genclikspor |
| Gölcükspor                 | 3 – 0           | Bartınspor                |
| Sapanca                    | 1 – 1 (4-3 dtr) | Darıca Gençlerbirliği     |
| Silivrispor                | 2 – 0           | Ergene Velimeşe           |
| Sultanbeyli Bld            | 1 – 3 (dts)     | Sinopspor                 |
| Turgutluspor               | 1 – 3 (dts)     | Aliagaspor                |
| Karşıyaka                  | 2 – 0           | Bergama Belediyespor      |
| 28 settembre 2023          |                 |                           |
| Arguvan Beldiyespor        | 2 – 1 (dts)     | Elazığspor                |
| Adana 1954                 | 2 – 1           | Osmaniyespor              |
| 4 ottobre 2023             |                 |                           |
| Karsspor                   | 1 – 2           | Dogubayazitspor           |

## Secondo turno
In questo turno hanno gareggiato 19 squadre di Seconda Lega, 23 di Terza Lega e 8 di Lega Dilettanti Regionale. I semi sono stati applicati nel round a gamba singola. Le squadre teste di serie hanno giocato in casa. Il sorteggio è stato effettuato il 29 settembre 2023. Il calendario delle partite è stato annunciato il 2 ottobre 2023. 13 squadre teste di serie e 12 teste di serie si sono qualificate per il turno successivo. Si sono qualificate al turno successivo 11 squadre di Seconda Lega, 10 di Terza Lega e 4 di Lega Regionale Dilettanti.
| Squadra 1               | Risultato       | Squadra 2                 |
| ----------------------- | --------------- | ------------------------- |
| 10 ottobre 2023         |                 |                           |
| Kırklarelispor          | 1 – 0           | Çorluspor                 |
| Kırşehirspor            | 2 – 0           | Sirnak Idmanyurduspor     |
| Isparta 32              | 1 – 0           | Sincan Belediyespor       |
| Bursaspor               | 1 – 2           | Gölcükspor                |
| 11 ottobre 2023         |                 |                           |
| Eynesil Beldiyespor     | 0 – 2           | Erbaaspor                 |
| Kastamonuspor 1966      | 2 – 1 (dts)     | Sebat Genclikspor         |
| Muşspor                 | 2 – 0           | Sinopspor                 |
| Zonguldakspor           | 2 – 3           | Tokat Belediye Plevnespor |
| Altınordu               | 0 – 1           | Burdurspor                |
| Arnavutköy Belediyespor | 6 – 3 (dts)     | Silivrispor               |
| Etimesgut Belediyespor  | 3 – 2           | Mardinspor                |
| İnegölspor              | 2 – 1 (dts)     | Dogubayazitspor           |
| Menemen                 | 1 – 0           | Bursa Yildirimspor        |
| Nazilli Belediyespor    | 0 – 2           | Hacettepe 1945            |
| Sapanca                 | 1 – 2           | Talasgucu Belediyespor    |
| Sarıyer                 | 2 – 1 (dts)     | Karabükspor               |
| Serik                   | 1 – 1 (2-4 dtr) | Malatya Arguvanspor       |
| Uşakspor                | 1 – 4           | Aliagaspor                |
| Diyarbekirspor          | 4 – 0           | Büyükçekmece Tepecikspor  |
| Denizlispor             | 2 – 3           | Burhaniye Bld             |
| Afjet Afyonspor         | 2 – 1 (dts)     | Adana 1954                |
| 12 ottobre 2023         |                 |                           |
| Adıyamanspor            | 0 – 2           | Viven Bornova             |
| Pazarspor               | 2 – 0 (dts)     | Silifke Belediyespor      |
| Sivas Belediye Spor     | 1 – 3           | Elaziz Bld                |
| Karşıyaka               | 0 – 1           | Bigaspor                  |

## Terzo turno
In questo turno hanno gareggiato 10 squadre della Super League, 11 della Prima Lega, 21 della Seconda Lega, 22 della Terza Lega e 4 della Regional Amateur League. I semi sono stati applicati nel round a gamba singola. Le squadre teste di serie hanno giocato in casa. Il sorteggio è stato effettuato il 17 ottobre 2023.[10] Gli orari delle partite sono stati annunciati il 19 ottobre 2023.[11] 27 squadre teste di serie e 7 teste di serie si sono qualificate per il turno successivo. Si sono qualificate al turno successivo 9 squadre di Superlega, 9 di Prima Lega, 11 di Seconda Lega e 5 di Terza Lega.
| Squadra 1               | Risultato       | Squadra 2              |
| ----------------------- | --------------- | ---------------------- |
| 31 ottobre 2023         |                 |                        |
| Kasımpaşa               | 3 – 0           | 68 Yeni Aksarayspor    |
| Gençlerbirliği          | 4 – 3 (dts)     | Burdurspor             |
| Keçiörengücü            | 4 – 2           | Burhaniye Belediyespor |
| Manisa                  | 3 – 0           | Pazarspor              |
| Afjet Afyonspor         | 1 – 3           | Muşspor                |
| Hatayspor               | 2 – 0           | Sarıyer                |
| Alanyaspor              | 4 – 1           | Kütahyaspor            |
| 1 novembre 2023         |                 |                        |
| İstanbulspor            | 2 – 3 (dts)     | Kepezspor              |
| Adanaspor               | 5 – 0           | Hacettepe 1945         |
| Altay                   | 2 – 0           | Aliagaspor             |
| Arnavutköy Belediyespor | 2 – 1           | Gölcükspor             |
| Bandırmaspor            | 3 – 1           | Alanya Kestelspor      |
| Düzcespor               | 3 – 1           | Kuşadasıspor           |
| Etimesgut Belediyespor  | 1 – 0           | Bigaspor               |
| Fethiyespor             | 0 – 1           | Tokat Bld Plevnespor   |
| Giresunspor             | 1 – 1 (4-5 dtr) | Beyoğlu Yeni Çarşı     |
| Kastamonuspor 1966      | 2 – 2 (4-2 dtr) | Ayvalikgucu            |
| Isparta 32              | 3 – 0           | Yeni Mersin İdmanyurdu |
| İnegölspor              | 1 – 2           | Derince Belediyespor   |
| Karacabey               | 0 – 4           | Viven Bornova          |
| Kırklarelispor          | 1 – 0 (dts)     | Karaköprü Bld          |
| Kırşehirspor            | 3 – 0           | Elazığ Belediyespor    |
| Menemen                 | 2 – 0           | Nevsehir Belediyespor  |
| Somaspor                | 6 – 0           | Talasgucu Belediyespor |
| Tuzlaspor               | 1 – 2           | Cankaya                |
| Ümraniyespor            | 5 – 1           | Orduspor               |
| Boluspor                | 2 – 0           | Karaman                |
| Ankaragücü              | 2 – 0           | Malatya Arguvanspor    |
| Erzurumspor             | 1 – 0 (dts)     | Diyarbekirspor         |
| Antalyaspor             | 3 – 0           | 52 Orduspor            |
| 2 novembre 2023         |                 |                        |
| Sivasspor               | 4 – 0           | Artvin Hopaspor        |
| Gaziantep               | 4 – 0           | Efeler 09 Spor         |
| Konyaspor               | 3 – 0           | Erbaaspor              |
| Kayserispor             | 4 – 0 (dts)     | Iğdır                  |

## Quarto turno
In questo turno hanno gareggiato 15 squadre di Super League, 16 di Prima Lega, 20 di Seconda Lega e 5 di Terza Lega. I semi sono stati applicati nel round a gamba singola. Le squadre teste di serie hanno giocato in casa. Il sorteggio è stato effettuato il 7 novembre 2023. 
| Squadra 1           | Risultato   | Squadra 2               |
| ------------------- | ----------- | ----------------------- |
| 5 dicembre 2023     |             |                         |
| Fatih Karagümrük    | 3 – 1       | Derince Belediyespor    |
| Keçiörengücü        | 2 – 1       | Muşspor                 |
| Pendikspor          | 5 – 3       | Isparta 32              |
| Antalyaspor         | 6 – 1       | Kepezspor               |
| Samsunspor          | 3 – 0       | Tokat Bld Plevnespor    |
| Alanyaspor          | 1 – 0       | Kocaelispor             |
| 6 dicembre 2023     |             |                         |
| Bandırmaspor        | 3 – 1       | Somaspor                |
| Bodrum              | 2 – 1       | Menemen                 |
| Erzurumspor         | 0 – 3 (dts) | 24 Erzincanspor         |
| Kasımpaşa           | 4 – 1       | Kırşehirspor            |
| Adanaspor           | 2 – 0       | Esenler Erokspor        |
| Altay               | 2 – 3       | Kırklarelispor          |
| Boluspor            | 1 – 0       | Amed                    |
| Eyüpspor            | 3 – 1       | Ankara Demirspor        |
| Gençlerbirliği      | 4 – 1       | Viven Bornova           |
| Göztepe             | 3 – 0       | 1461 Trabzon            |
| Sakaryaspor         | 1 – 0       | Ankaraspor              |
| Ümraniyespor        | 2 – 1       | Cankaya                 |
| Konyaspor           | 3 – 0       | Beyoğlu Yeni Çarşı      |
| Hatayspor           | 2 – 1       | Düzcespor               |
| Kayserispor         | 4 – 0       | Vanspor                 |
| Trabzonspor         | 3 – 1       | Çorum                   |
| 7 dicembre 2023     |             |                         |
| Manisa              | 3 – 0       | Kastamonuspor 1966      |
| Sivasspor           | 2 – 1       | Arnavutköy Belediyespor |
| Gaziantep           | 2 – 1 (dts) | Etimesgut Belediyespor  |
| Ankaragücü          | 3 – 1       | İskenderunspor 1967     |
| Çaykur Rizespor     | 4 – 0       | Bucaspor                |
| İstanbul Başakşehir | 2 – 0       | Şanlıurfaspor           |

## Quinto turno
In questo turno hanno gareggiato 19 squadre di Super League, 11 di Prima Lega e 2 di Seconda Lega. I semi sono stati applicati nel round a gamba singola. Le squadre teste di serie hanno giocato in casa. Il sorteggio è stato effettuato l'8 dicembre 2023. Il calendario delle partite è stato annunciato l'8 dicembre 2023.
| Squadra 1           | Risultato       | Squadra 2       |
| ------------------- | --------------- | --------------- |
| 16 gennaio 2024     |                 |                 |
| Fatih Karagümrük    | 2 - 0           | Kırklarelispor  |
| Kasımpaşa           | 0 - 1           | Bandırmaspor    |
| Hatayspor           | 5 - 1           | Sakaryaspor     |
| Ankaragücü          | 3 - 1           | Çaykur Rizespor |
| Beşiktaş            | 4 - 0           | Eyüpspor        |
| 17 gennaio 2024     |                 |                 |
| Antalyaspor         | 2 - 1           | Pendikspor      |
| İstanbul Başakşehir | 1 - 0           | Boluspor        |
| Gaziantep           | 1 - 0           | Bodrum          |
| Alanyaspor          | 1 - 3 (dts)     | Samsunspor      |
| Adana Demirspor     | 2 - 2 (6-7 dtr) | 24 Erzincanspor |
| Fenerbahçe          | 6 - 0           | Adanaspor       |
| 18 gennaio 2024     |                 |                 |
| Sivasspor           | 3 - 2           | Keçiörengücü    |
| Kayserispor         | 1 - 2           | Gençlerbirliği  |
| Konyaspor           | 2 - 1 (dts)     | Göztepe         |
| Trabzonspor         | 3 - 1           | Manisa          |
| Galatasaray         | 4 - 1           | Ümraniyespor    |

## Ottavi di finale
| Squadra 1           | Risultato       | Squadra 2       |
| ------------------- | --------------- | --------------- |
| 6 febbraio 2024     |                 |                 |
| Fatih Karagümrük    | 2 - 1           | Samsunspor      |
| Ankaragücü          | 5 - 1           | 24 Erzincanspor |
| Galatasaray         | 4 - 2           | Bandırmaspor    |
| 7 febbraio 2024     |                 |                 |
| Sivasspor           | 0 - 1 (dts)     | Konyaspor       |
| İstanbul Başakşehir | 1 - 1 (3-2 dtr) | Hatayspor       |
| Gaziantep           | 0 - 2           | Fenerbahçe      |
| 8 febbraio 2024     |                 |                 |
| Gençlerbirliği      | 1 - 2 (dts)     | Trabzonspor     |
| Antalyaspor         | 1 - 2           | Beşiktaş        |

## Quarti di finale
| Squadra 1        | Risultato | Squadra 2           |
| ---------------- | --------- | ------------------- |
| 27 febbraio 2024 |           |                     |
| Ankaragücü       | 3 - 0     | Fenerbahçe          |
| 28 febbraio 2024 |           |                     |
| Trabzonspor      | 1 - 0     | İstanbul Başakşehir |
| Beşiktaş         | 2 - 0     | Konyaspor           |
| 29 febbraio 2024 |           |                     |
| Galatasaray      | 0 - 2     | Fatih Karagümrük    |

## Semifinali
| Squadra 1                      | Totale | Squadra 2        | Andata | Ritorno |
| ------------------------------ | ------ | ---------------- | ------ | ------- |
| 23 aprile 2024 / 7 maggio 2024 |        |                  |        |         |
| Ankaragücü                     | 0 – 1  | Beşiktaş         | 0 – 0  | 0 – 1   |
| 24 aprile 2024 / 8 maggio 2024 |        |                  |        |         |
| Trabzonspor                    | 7 – 2  | Fatih Karagümrük | 3 – 2  | 4 – 0   |

## Finale
| Arbitro: | Sansalan |

|                                                |           |                      |
| Ghezzal 45+3’ (rig.) Uçan 54’ Al-Musrati 90+4’ | Marcatori | 13’ Onuachu 89’ Pépé |